# Покровская церковь (Зимняцкий)
Покровская церковь (храм Покрова Пресвятой Богородицы) — православный храм в хуторе Зимняцкий Области Войска Донского, ныне Волгоградской области.

## История
Церковь на хуторе Зимняцком была построена в 1887 году на средства прихожан. Была она деревянная, на кирпичном фундаменте, с деревянной колокольней в одной связи, покрытые листовым железом. Престол в храме был один — во имя Покрова Пресвятой Богородицы. По штату, согласно указу Святейшего Синода от 24 апреля 1887 года за № 1306, церковный причт включал священника, псаломщика и просфорня. Священником с 1889 года был Андреев Митрофан Иванович.
Собственной церковной земли не имелось, паевая во владении причта составляла 18 десятин. Дома для причта находились на станичной земле, деревянные; были построены старанием прихожан в 1886 и 1904 годах и составляли собственность хуторского общества. Церкви также принадлежала деревянная караулка для сторожей, крытая железом.
Расстояние от церкви до консистории составляло 368 верст. Другие ближайшие к храму церкви: в станице Глазуновской — в 12 верстах и станице Скуришевской — в 14 верстах. В приходе работала министерская школа, открытая в 1888 году и церковно-приходская школа в хуторе Мостовском, открытая в 1897 году. Хутора прихода: Зимняцкий и Мостовской. В 1909 году приход Покровской церкви хутора Зимняцкого посещал высокопреосвященный Владимир архиепископ Донской и Новочеркасский.
В советское время церковь была закрыта и разобрана. После распада СССР началось восстановление храма. Покровский приход был образован в 1999 году. В 2007 году была построена новая деревянная Покровская церковь с престолом во имя Покрова Пресвятой Богородицы. Имеется библиотека, приход имеет молитвенную комнату в местной больнице. Настоятель — протоиерей Ковалев Евгений Михайлович.
Адрес:403483, Волгоградская область, Серафимовичский район, хутор Зимняцкий, ул. Кирова, 25.

## Духовенство
- Настоятель храма - Протоиерей Ковалев Евгений[5]